# Гришка-Ёль
Гришка-Ёль — река в Приуральском районе Ямало-Ненецкого АО. Устье реки находится в 11 км от устья Большого Сандибея по левому берегу. Длина реки составляет 13 км.

## Данные водного реестра
По данным государственного водного реестра России относится к Нижнеобскому бассейновому округу, водохозяйственный участок реки — Обь от города Салехард и до устья, речной подбассейн реки — бассейны притоков Оби ниже впадения Северной Сосьвы. Речной бассейн реки — (Нижняя) Обь от впадения Иртыша.